# Song Xu
Avís: en els noms xinesos el cognom va al davant; en aquest cas és Song. Existeix un cantant que es diu Xu Song.
Song Xu (en xinès: 宋旭; en pinyin: Sòng Xù), també conegut com a Chuyang i Shimen, fou un pintor xinès que va viure sota la dinastia Ming. Va néixer el 1525 (¿1523?) a Jixing segons unes fonts o a Huzhou segons unes altres, a la província de Zhejiang i mort el 1625. Influït per la tendència religiosa chan, fou monjo budista. Va viatjar per tota la Xina. La seva tasca com a artista la va dur a terme fins a una avançada edat.
Fou un destacat pintor paisatgista i de figures humanes. Va estudiar les pintures dels mestres Xia Gui (del període Song) i de Shen Zhou que va influenciar el seu estil. Les seves pintures, individualistes i al marge de les normes usuals acadèmiques, sovint duien inscripcions de tipus arcaic. Fou mestre de Zhao Zuo i Song Maojin. Entre les seves obres importants, a part de pintures d'Arhats, es poden mencionar: “La cascada de la muntanya “Yandang”, “Pescador en el riu a l'hivern” i “Celebracions d'Any Nou”. Trobem pintures seves al Metropolitan Museum of Art de Nova York, al Museu del Palau de Pequín, al Museu Nacional del Palau de Taipei, al Museum fur Ostasiatische Kunst de Colònia i al Nationalmuseum d'Estocolm.

Song Xu, Muntanya Fenghuang o del fènix, tinta sobre paper (The Cleveland Museum of Art)